# Urophyllum andamanicum
Urophyllum andamanicum är en måreväxtart som beskrevs av George King och James Sykes Gamble. Urophyllum andamanicum ingår i släktet Urophyllum och familjen måreväxter.
Artens utbredningsområde är Andamanerna. Inga underarter finns listade i Catalogue of Life.